# Li Jinyuan (Künstler)
Li Jinyuan (* 1945 in Chengdu) ist ein chinesischer Künstler.
Erst nach der Kulturrevolution, während der er sich im Gefängnis und im Umerziehungslager befand, begann er 1979 seine Malerei zum Beruf zu machen. Heute ist Li Professor für chinesische Malerei in Chengdu.
Studienaufenthalte in Asien und Europa sowie internationale Ausstellungen machten Li zu einem international anerkannten Künstler. Er bekam für seine Bilder, die die Harmonie von Himmel und Erde, Mensch und Natur beschreiben, zahlreiche Auszeichnungen.
Er ist außerdem der Maler des Misereor-Hungertuchs 2007 "Selig seid ihr...", das sich mit den Seligpreisungen der Bergpredigt auseinandersetzt.